# Darimu
Darimu est un woreda de l'ouest de l'Éthiopie situé dans la zone Illubabor de la région Oromia. Son centre administratif est Dupa.
Situé au nord-ouest de Metu, le woreda Darimu est limitrophe des zones Kelam Welega et Mirab Welega.
| Dale Sedi   | Lalo Kile  | Nole Kaba  |
| Dale Wabera | Darimu     | Alge Sachi |
| Hawa Gelan  | Metu Zuria | Bilo Nopha |

Son centre administratif, Dupa ou Duba,, se trouve une vingtaine de kilomètres à l’ouest de Suphe où passe la route principale Metu-Gimbi.
Au recensement national de 2007, le woreda Darimu compte 145 070 habitants dont 3 % de citadins avec 4 245 habitants à Dupa. Près de 51 % des habitants du woreda sont musulmans, 36 % sont protestants et près de 14 % sont orthodoxes.
En 2022, sa population est estimée à 205 690 personnes avec une densité de population de 149 personnes par km2 et 1 382 km2 de superficie.